# إريك بورغ
إريك بورغ (بالنرويجية البوكمول: Erik Borge)‏ هو منتج أفلام وكاتب سيناريو ومخرج نرويجي، ولد في 22 أكتوبر 1924، وتوفي في 2008.

## وصلات خارجية
- إريك بورغ على موقع IMDb (الإنجليزية)
- إريك بورغ على موقع أول موفي (الإنجليزية)
- إريك بورغ على موقع قاعدة بيانات الأفلام السويدية (السويدية)
- إريك بورغ على موقع قاعدة بيانات الفيلم (الإنجليزية)
- إريك بورغ على موقع كينوبويسك (الروسية)